# Сегмент мережі
Сегмент мережі (англ. network segment) - частина комп’ютерної мережі. Сутність та межі сегменту залежать від мережі та пристроїв, що використовуються в ній. 

## Ethernet
Згідно IEEE стандартів для Ethernet, сегмент мережі - це електричне з’єднання між пристроями мережі.
Таким чином, в оригінальних видах Ethernet 10BASE5 та 10BASE2, сегмент відповідатиме одному коаксіальному кабелю і будь-яким пристроям приєднаним до нього. На цьому етапі розвитку Ethernet різні сегменти мережі могли об’єднуватись повторювачами (згідно з правилом 5-4-3), щоб утворити більший простір колізій. 
За визначенням IEEE, на сучасному Ethernet на витій парі, сегмент мережі відповідатиме окремому з’єднанню між станцією та мережевим обладнанням (повторювачем, концентратором, комутатором) або з’єднанням між двома мережевими пристроями.
І хоча означення вище вказують на те, що через використання повторювачів і концентраторів можливо мати багато сегментів мережі всередині одного простору колізій, цей термін часто використовується як синонім до простору колізій.

## Інші використання
- Іноді термін застосовують до підмережі.[5]
- Також застосовується до мовного сегменту мережі Інтернет, наприклад Уанет чи Рунет.

## Зноски
1. ↑  Network Segment Definition. 2 жовтня 2005. Процитовано 3 вересня 2010.
2. ↑  1.4.318, 802.3-2008 Part 3: Carrier sense multiple access with Collision Detection (CSMA/CD) Access Method and Physical Layer Specifications, IEEE, 26 грудня 2008, segment: The medium connection, including connectors, between Medium Dependent Interfaces (MDIs) in a CSMA/CD local area network.
3. ↑  Segment (Network). Процитовано 3 вересня 2010.
4. ↑  Segment. Архів оригіналу за 5 грудня 2010. Процитовано 3 вересня 2010. [Архівовано 2010-12-05 у Wayback Machine.]
5. ↑  What is a Network Segment?. Процитовано 3 вересня 2010.